# Holohalaelurus grennian
Holohalaelurus grennian és una espècie de peix de la família dels esciliorrínids i de l'ordre dels carcariniformes.

## Hàbitat
És un peix marí de clima subtropical que viu fins als 246 m de fondària.

## Distribució geogràfica
Es troba a Kenya.